# Đàm Văn Eng
Đàm Văn Eng (sinh năm 1960) là chính khách Việt Nam. Ông từng là Phó Bí thư Tỉnh ủy, Chủ tịch Hội đồng nhân dân tỉnh Cao Bằng khóa XVI, nhiệm kỳ 2016–2021.

## Lý lịch và học vấn
Đàm Văn Eng sinh năm 1960, quê quán xã Cách Linh, huyện Quảng Hòa, tỉnh Cao Bằng;
Trình độ: Cử nhân luật, Cao cấp lý luận chính trị.

## Sự nghiệp
Trước khi được bầu làm Chủ tịch Hội đồng nhân dân tỉnh Cao Bằng, ông Đàm Văn Eng từng giữ chức Phó Chủ tịch Hội đồng nhân dân tỉnh, Ủy viên Ban Thường vụ Tỉnh ủy, Phó Chủ tịch Ủy ban nhân dân tỉnh Cao Bằng nhiệm kỳ 2011 - 2016.
Ngày 29/1/2010, tại kỳ họp thứ 19 (bất thường), Hội đồng nhân dân tỉnh Cao Bằng đã bầu bổ sung ông Đàm Văn Eng, Ủy viên Ban Thường vụ Tỉnh uỷ giữ chức vụ Phó Chủ tịch Ủy ban nhân dân tỉnh nhiệm kỳ 2004 – 2011.
Ngày 2/10/2015, Ban Chấp hành Đảng bộ tỉnh Cao Bằng tổ chức hội nghị lần thứ 31, bầu bổ sung Đàm Văn Eng giữ chức vụ Phó Bí thư Tỉnh ủy nhiệm kỳ 2010 - 2015, với 100% đại biểu đồng ý.
Sáng ngày 16/10/2015, Đại hội đại biểu Đảng bộ tỉnh Cao Bằng lần thứ XVIII, nhiệm kỳ 2015 - 2020 đã bầu Đàm Văn Eng, Phó Bí thư Tỉnh ủy khóa XVII tái đắc cử chức vụ Phó Bí thư Tỉnh ủy khóa XVIII.
Chiều ngày 9/3/2016, Hội đồng nhân dân tỉnh Cao Bằng khóa XV tổ chức kỳ họp thứ 15 (phiên bất thường) miễn nhiệm chức vụ Phó Chủ tịch Ủy ban nhân dân tỉnh đối với Đàm Văn Eng. Ngày 4/4/2016, Thủ tướng Nguyễn Tấn Dũng đã ký quyết định 525/QĐ-TTg, phê chuẩn việc miễn nhiệm chức vụ Phó Chủ tịch Ủy ban nhân dân tỉnh Cao Bằng nhiệm kỳ 2011-2016 đối với ông Đàm Văn Eng để nhận nhiệm vụ mới.
Ngày 1/7/2016, Hội đồng nhân dân tỉnh Cao Bằng khóa XVI, nhiệm kỳ 2016-2021 đã bầu Đàm Văn Eng, Phó Bí thư Tỉnh ủy giữ chức vụ Chủ tịch Hội đồng nhân dân tỉnh khóa XVI nhiệm kỳ 2016-2021, với 48/50 số phiếu bầu đồng ý.
Tại Nghị quyết số 923/NQ-UBTVQH14, Ủy ban Thường vụ Quốc hội phê chuẩn kết quả miễn nhiệm Chủ tịch Hội đồng nhân dân tỉnh Cao Bằng khóa XVI, nhiệm kỳ 2016 - 2021 đối với ông Đàm Văn Eng, kể từ ngày 19/3/2020